# Cornelis Bastiaan Vaandrager
Cornelis Bastiaan Vaandrager (Rotterdam-Zuid, 26 augustus 1935 – aldaar, 18 maart 1992) was een Nederlandse schrijver en dichter.

## Levensloop
Zijn vader was postbode, zijn moeder huisvrouw. Hij bleef enig kind. Na het gymnasium – een 10 voor Grieks op het eindexamen voor zijn vertaling van Homerus – maakte Vaandrager met zijn schoolvriend Hans Sleutelaar deel uit van de redactie van het Rotterdamse literaire tijdschrift Proefschrift, dat halverwege de jaren vijftig verscheen. Later was Vaandrager met Sleutelaar, de dichter Hans Verhagen en schilder-dichter Armando redactielid van het Vlaams-Nederlandse literaire tijdschrift Gard Sivik en het tijdschrift De Nieuwe Stijl.
In 1960 maakte Vaandrager zijn prozadebuut met de novelle Leve Joop Massaker, door critici vergeleken met romans van Gerard Reve en Hugo Claus. Een jaar later volgde zijn poëziedebuut Met andere ogen. Hiermee vestigde hij zijn naam als veelbelovend Rotterdams literair talent. Hij leek die faam te onderstrepen met de verhalenbundel De avonturen van Cornelis Bastiaan Vaandrager (1963), poëzie in Gedichten (1967) en de documentaire, sterk autobiografische romans De reus van Rotterdam. Stadsgeheimen (1971) en De Hef (1975).
In de jaren zeventig ging het bergafwaarts met Vaandrager. Drugsgebruik begon zijn leven te beheersen. Hij verbleef met ernstige klinische depressies soms maanden achtereen in een psychiatrisch ziekenhuis. In 1981 werd hem de Anna Blaman Prijs van het Prins Bernhardfonds uitgereikt voor zijn gehele oeuvre. Daarna publiceerde hij nog slechts enkele dichtbundels, waaronder Metalon (1987) en Sampleton (1990).
Als een zwervende zonderling stierf Cornelis Bastiaan Vaandrager eenzaam op 56-jarige leeftijd.

## Postuum

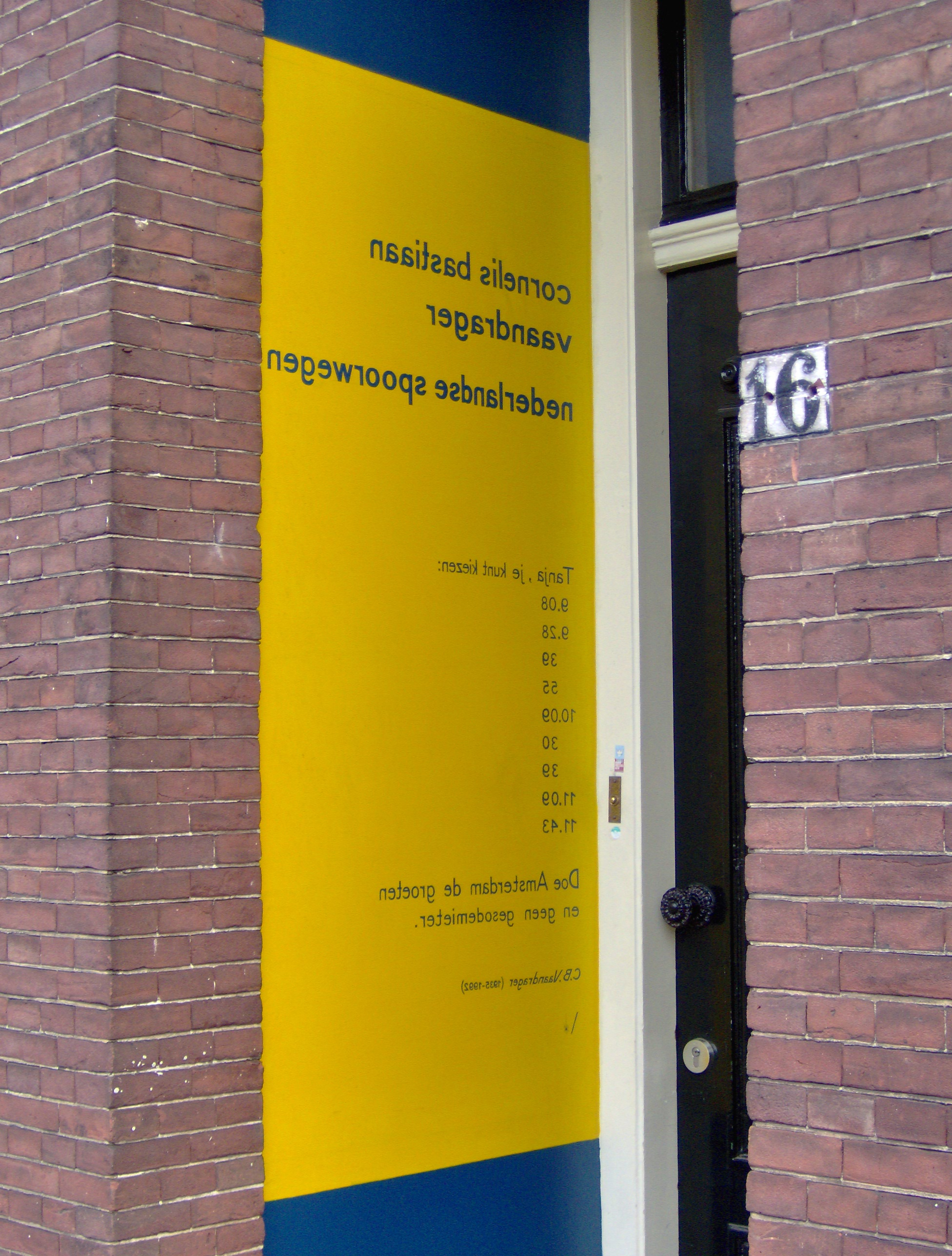
Gedicht van Vaandrager (in spiegelbeeld geschilderd!) op een muur in Leiden

In de 21e eeuw is de belangstelling voor Vaandrager enigszins opgeleefd. In 2005 verscheen de biografie Vaan, Het bewogen bestaan van C.B. Vaandrager van Menno Schenke. In 2008 volgde Made in Rotterdam, een uitgave van zijn verzamelde gedichten, bijeengebracht door Martin Bril en Hans Sleutelaar. Vier jaar daarna volgde de – postume – publicatie van de recent ontdekte, nooit eerder gepubliceerde novelle Sleutels. Het eerste exemplaar, bezorgd en van een nawoord voorzien door Karel ten Haaf, werd op 18 maart 2012 in ontvangst genomen door Isis Vaandrager, dochter van de auteur. In november 2012 werd zijn debuut Leve Joop Massaker uit 1960 heruitgegeven.
In 2012 werd ook bekend dat er vergevorderde plannen bestaan voor de inrichting van een 'Vaandragerhuis' in Rotterdam-Zuid. Een aantal letterenliefhebbers wil Vaandragers voormalige geboortehuis aan de Pretorialaan in de Afrikaanderwijk inrichten als museum, als eerbetoon aan de peetvader van een no-nonsense-dichtersgeneratie. Het Vaandragerhuis wil in de toekomst ook onderdak  bieden aan writers in residence, om hun overtuiging vervolgde schrijvers die worden uitgenodigd tijdelijk in Nederland te komen werken aan bijvoorbeeld een nieuw boek.

## Publicaties
- De avonturen van Cornelis Bastiaan Vaandrager (1963)
- Gedichten (1967)
- De reus van Rotterdam. Stadsgeheimen (1971). Online op dbnl.org.
- De Hef (1975)

Publicaties over Vaandrager
- Vaan nu. C.B. Vaandrager met andere ogen. Samenstelling: Erik Brus. Rotterdam, Studio Kers, 2017. ISBN 978-94-91835-04-9
- Menno Schenke: Vaan. Het bewogen bestaan van C.B. Vaandrager. Amsterdam, De Bezige Bij, 2005. ISBN 90-234-1881-6
- 'C.B. Vaandrager'. In: Passionate, jrg. 9 (2002) nr. 2 (maart-april)